# Nagymacs
Nagymacs – Debrecenhez tartozó egykori falu, ma különálló városrész, a belvárostól mintegy 14,7 km-re. A hajdúsági megyeszékhelyhez tartozó lakott helyek közül a központtól legtávolabb esők egyike, zsáktelepülés. Lakosainak száma meghaladja a 800-at.

## Megközelítése
A város központja felől a 33-as főúton, majd a Balmazújvárosra vezető 3316-os úton közelíthető meg; utóbbiról letérve a 33 122-es számú mellékút vezet Nagymacsra. A közösségi közlekedés járatai közül a DKV Zrt. által közlekedtetett 33-as, illetve 33Y busszal érhető el a település.
Korábban a Debrecen–Füzesabony-vasútvonalon is elérhető volt, amelynek külön vasútállomása volt itt, Macs vasútállomás néven.

## Története
Egy időben Steinfeld gróf volt Nagymacs földesura, a környező földterületek birtokosa. A második világháborút követő időszakban az ő egykori kastélyát egy ideig általános iskolának használták, ám az iskola mára már megszűnt. Manapság Nagymacson gyakorlatilag nincs munkalehetőség, az aktív korú lakosság ingázik, vagy alkalmi munkákból tartja el családját.